# Hundvissla
Hundvissla eller adianoeta (grek. ἀδιανόητος, adianóētos, "otänkbart") är en stilfigur som innebär att en talare eller skribent använder sig av tvetydighet för att förmedla ett dolt budskap, med syftet att endast en mindre grupp inom en större ska få ta del av det. Hundvisslor har kommit att bli ett vanligt förekommande fenomen i politisk debatt. Stilfigurens association med extremhögerns retorik har gjort att ordet hundvissla har en negativ klang. Fenomenet förekommer dock inom all politik.
Hundvissla som begrepp är uppkallat efter ultraljudsvisslor som är hörbara för hundar men inte för människor.
Den engelska stilfiguren double entendre har en liknande betydelse men ingen direkt motsvarighet i svenska eller franska, detta trots uttryckets etymologiska arv från det franska språket.

## Bakgrund
Hundvisslor är vanligt förekommande i politiken, speciellt för att signalera ett budskap till minoritetsgrupper och mellan medlemmar i dessa, utan att väcka majoritetssamhällets intresse eller misstankar.
Quintilianus beskriver adianoeta som ett underförstått budskap till ett visst publiksegment, vilket de oinvigda är oförstående om. Publiken i stort måste alltså ta uttrycket som entydigt, medan den underförstådda meningen är uppenbar för dem som ser igenom ytan. Den dolda eller subtila meningen som förmedlas hade enligt Quintilianus effekten att smickra publiken. Den lilla subgruppen som är invigd och i samförstånd med talaren, vad gäller det dolda budskapet, känner sig intelligent och erkänd, medan det oinvigda segmentet förblir ovisst. Hos Quintilianus framstår stilfiguren som ett sätt att skrytsamt visa på sin språkliga och retoriska förmåga..

## Tvetydighet i retorik
Som stilfigur är adianoeta ett underbegrepp av amfiboli, vilket används för att beskriva hur olika budskap kan förmedlas samtidigt. Vad gäller amfiboli etablerar talaren ambiguitet och ger publiken valmöjlighet i vilket budskap som ska uttolkas. Adianoeta beskriver hur talaren etablerar två olika budskap för olika delar av publiken. Den största skillnaden mellan de båda är att adianoeta försöker dölja sin underförstådda mening för den övriga publiken.
Adianoeta kan ses som en typ av ironi, då den dolda betydelsen är annorlunda från den uppenbara, dock är adianoeta beroende av båda betydelserna, som en följd av att begreppet anspelar på de olika uttolkningarna som de deltagande publiksegmenten gör.
Det kan vara mycket svårt att avgöra som en utomstående huruvida figuren faktiskt använts, vilket ställer det stora kravet på uttolkaren att avgöra sändarens avsikter.

## Användningsområden
Marginaliserade grupper kan använda sig av tvetydighet, däribland adianoeta, för att förmedla budskap och information, utan att majoriteten eller en tyrann lägger märke till det. Till exempel kan det användas för att mana till motstånd mellan raderna och stärka en förtryckt grupp. Det finns flera exempel på sånger från slavar i Amerika som kan tolkas som dolda instruktioner för hur man flyr.

## Exempel
Extremhögern har använt sig av uttryck som "88" med betydelsen "Heil Hitler", för att dölja den underliggande betydelsen i något till synes oskyldigt. Detta är ett exempel på en hundvissla.